# Bastulidtjärnen
Bastulidtjärnen är en sjö i Vindelns kommun i Västerbotten och ingår i Umeälvens huvudavrinningsområde. Sjön har en area på 0,108 kvadratkilometer och ligger 243 meter över havet.

## Delavrinningsområde
Bastulidtjärnen ingår i det delavrinningsområde (712428-167838) som SMHI kallar för Utloppet av Bjurfors Ö Dämmområde. Medelhöjden är 225 meter över havet och ytan är 27,78 kvadratkilometer. Räknas de 1036 avrinningsområdena uppströms in blir den ackumulerade arean 12 955,6 kvadratkilometer. Avrinningsområdets utflöde Umeälven mynnar i havet. Avrinningsområdet består mestadels av skog (61 procent) och sankmarker (12 procent). Avrinningsområdet har 2,08 kvadratkilometer vattenytor vilket ger det en sjöprocent på 7,5 procent.